# The Lost Boys (NCIS)
«The Lost Boys», titulado en español «Los muchachos perdidos», es el nombre del antepenúltimo episodio de la duodécima temporada de la serie de televisión estadounidense de la CBS, NCIS. Fue estrenado el 5 de mayo de 2015 siendo el número 281 de toda la serie. 
El capítulo, en el que es asesinado Ned Dorneget, fue escrito por Gina Lucita Monreal, y dirigido por James Whitmore, Jr. Obtuvo un índice de audiencia de 14.05 millones de espectadores. Continúa el arco final de episodios que ponen fin a la duodécima temporada, que empezó en el anterior, «Troll».

## Argumento
Después de la explosión del autobús (escena que remonta de «Troll»), que solo deja como víctima a Bradley Simek, Gibbs ve a un muchacho joven en la escena del crimen y lo persigue, pero él se escapa. Posteriormente, una reunión informativa con algunos oficiales de inteligencia de todo el mundo revela que el grupo terrorista es un grupo iraquí llamado The Calling (en español: La llamada). Ellos reclutan niños de tan solo 10 años a través de Internet, actuando como una especie de «Peter Pan maligno» que recluta a sus hijos perdidos. Uno de sus líderes es Matthew Rousseau, y un correo electrónico de él revela que The Calling está buscando Mina-S en el mercado negro, una mina utilizada por los alemanes en la Segunda Guerra Mundial. Para tratar de identificar a un comprador potencial de las minas, Gibbs llama al traficante de armas Agah Bayar y le ofrece un trato. Acepta, pero Vance le dice más tarde a Gibbs que el DIA detiene el trato porque «ya tienen a Bayar en operaciones activas». Mientras tanto, Ducky se da cuenta de que un tatuaje en el cuerpo de Bradley era similar al de un grupo terrorista en Siria (remontándose al capítulo «The Enemy Within»). Ahora todos los miembros de ese grupo están muertos, excepto por Sarah Goode, la ciudadana americana que pretendió ser secuestrada por los terroristas.

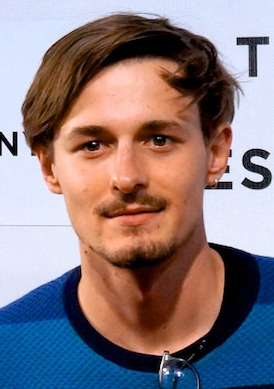
Giles Matthey interpreta a Daniel Budd, quien es el que activa las bombas en el hotel, líder del grupo The Calling.

Goode revela que el grupo terrorista comenzó como parte de su grupo, pero se volvió menos religioso y más antisistema. Goode quiere que se detengan también, y revela que el tipo Bradley había estado charlando con Sadiq Samar, que es muy influyente en la contratación de otros. Bishop encuentra un antiguo almacén comprado por Samar, por lo que ella, Gibbs y Tony van a comprobarlo. Encuentran el arma del asesinato usada para matar a Ensign Wilt y también encuentran al muchacho que Gibbs vio en la escena del crimen. El chico tiene una pistola, pero Gibbs se logra calmarlo y convencerlo de que no haga algo que lamentaría. El chico resulta ser Luke Harris, de orígenes islámicos, quien fue reportado como desaparecido por sus padres adoptivos. Luke se niega a hablar con Gibbs, pero el equipo descubre que sus verdaderos padres son de Irak y que Lucas es intimidado en la escuela. Luke también estaba comunicándose con Samar, y éste también le dijo que fuera al edificio. Ese edificio tiene un búnker de almacenamiento debajo de él, por lo que Abby, Bishop y Tony cabeza al edificio. Abby se entera de que Samar ha estado experimentando con la vinculación de las Minas-S a los demás y se dispara con un láser puntual.
Mientras tanto, McGee y Dorneget han sido enviados a El Cairo para representar a NCIS en una reunión de Interpol. Ellos aprenden que Rousseau ha sido capturado y está siendo transportado en un portaaviones, y McGee viaja para interrogarlo. Mientras tanto, Ducky da un perfil de Luke y encuentra un manual de The Calling que insta a los miembros a sacar a alguien cercano a ellos que no es un fan de la ideología del grupo. En el caso de Luke, eso significa que sus padres y él ya le escribieron una carta, pero no la terminó. Cuando Gibbs se lo muestra a Luke, finalmente comienza a hablar. Sin embargo, Abby ha encontrado otra charla con Samar que dice que Luke es un traidor. Así que cuando Gibbs lleva a Luke a ver a sus padres, los encuentra muertos.
En otra parte, McGee interroga a Rousseau, que afirma no saber nada de las minas. Sin embargo, irónicamente, dice que McGee «debe lamentarse por perderse la fiesta en El Cairo», por lo que rápidamente pide un teléfono. Llama a Dorneget, quien al instante empieza a evacuar y saca a mucha gente del hotel. Sin embargo, Dorneget ve a un hombre sospechoso —Giles Matthey, interpretando a Daniel Budd— que lo mira consciente de lo que estaba pasando, que activa el puntero láser, y un hombre pasa a través de él. Esto desencadena las minas y causa una gran explosión alrededor del hotel. Dorneget es llevado al hospital, pero a Bishop se le informa que no logró sobrevivir. Ella y Tony también se reúnen con Bayar, quien les dice que El Cairo fue solo una prueba y que The Calling está plantando bombas en las principales ciudades del mundo. Un coche se detiene y dispara a Bayar, pero es llevado al hospital. Más tarde, el equipo va al aeropuerto para recibir a McGee y el ataúd con Dorneget. 
Gibbs, brevemente, ve algunos fantasmas de su pasado de pie con Dorneget. Cuando el ataúd es llevado al coche, llega hasta la pista la mamá de Dorneget, quien es Oficial de la CIA, Joanna Teague. Ella le dice a Gibbs que tienen algo de trabajo que hacer.

## Actores invitados
- Matt Jones como Agente Ned Dorneget
- Tamer Hassan como Agah Bayar
- Lindsey Kraft como Sarah Goode
- Daniel Zolghadri como Luke Harris
- Kate Beahan como DGSI Comosionada Divisional Colette Girard
- Rick Ravanello como David Harris
- Jennifer Taylor como Wendis Harris
- Peter O'Meara como Marco Sali
- Adam Tsekhman como Oficial GID egipcio Omar Hassan
- Adetokumboh M'Cormack como Matthew Rousseau
- Giles Matthey como Daniel Budd

## Audiencia
«The Lost Boys» fue visto por 14.05 millones de espectadores en la transmisión original del 5 de septiembre de 2015, con 2.0 de índice de audiencia en el rango de adultos 18–49 años, y 7 de share, según Nielsen Ratings. En total de audiencia, el episodio ganó fácilmente la franja horaria, dejando en segundo lugar con 10.29 a la vigésima temporada de Dancing with the Stars. El programa finalizó como el segundo más visto de la semana en que se emitió. En comparación con el capítulo anterior, «Troll», significó una baja de 0.8 millones de espectadores.